# شينوبو أساغوي
شينوبو أساغوي (باليابانية: 浅越しのぶ) مواليد 28 يونيو 1976 في هيوغو، هي لاعبة كرة مضرب يابانية سابقة بدأت مسيرتها كمحترفة سنة 1997 وكانت تلعب باليد اليمنى، اعتزلت اللعب في 2006. أعلى تصنيف لها في الفردي كان المركز الـ 21 في سنة 2005. سبق أن شاركت في دورة الألعاب الأولمبية الصيفية.

## النهائيات

### النهائيات الأولمبية

#### الزوجي
| الحصيلة       | السنة | البطولة                        | الأرضية | الشريك     | المنافس                       | النتيجة  |
| ------------- | ----- | ------------------------------ | ------- | ---------- | ----------------------------- | -------- |
| المركز الرابع | 2004  | الألعاب الأولمبية الصيفية 2004 | صلبة    | أي سوجياما | باولا سوريس باتريشيا تارابيني | 3–6, 3–6 |

## روابط خارجية
- شينوبو أساغوي على موقع رابطة محترفات التنس (الإنجليزية)
- شينوبو أساغوي على موقع الاتحاد الدولي لكرة المضرب (الإنجليزية)
- شينوبو أساغوي على موقع كأس بيلي جين كينغ (الإنجليزية)
- شينوبو أساغوي على موقع خلاصة التنس.كوم (الإنجليزية)
- شينوبو أساغوي على موقع أوليمبيديا (الإنجليزية)